# Сёч, Берталан
Берталан Сёч (венг. Szőcs Bertalan; 18 июля 1934, Будапешт — 22 мая 2016) — венгерский фехтовальщик-рапирист, выступал за национальную сборную Венгрии на всём протяжении 1950-х годов. Серебряный и бронзовый призёр чемпионатов мира, победитель Всемирных университетских игр в Париже, многократный призёр турниров национального значения. Также известен как тренер по фехтованию.

## Биография
Родился в Будапеште. Рос в спортивной семье, его дядя Тибор Берцей — трёхкратный олимпийский чемпион по фехтованию и многократный чемпион мира. Активно заниматься фехтованием начал в возрасте тринадцати лет, первое время проходил подготовку в спортивном клубе «МТК Чепель», позже перешёл в столичный «Будапешт Хонвед».
Впервые заявил о себе в сезоне 1953 года, выиграв бронзовую медаль в командном зачёте рапиристов венгерского национального первенства. Год спустя выиграл серебряную медаль на чемпионате мира среди юниоров и благодаря череде удачных выступлений удостоился права защищать честь страны на взрослом мировом первенстве в Люксембурге, откуда впоследствии привёз награду бронзового достоинства, выигранную в командной дисциплине рапиристов.
Находясь в числе лидеров фехтовальной команды Венгрии, в 1955 году Сёч благополучно прошёл отбор на чемпионат мира в Риме, где стал серебряным призёром в командном первенстве рапиристов (венгры проиграли в финале сборной Италии).
Будучи студентом, в 1957 году отправился представлять страну на Всемирных университетских играх в Париже и в итоге одержал победу в командном зачёте рапиры. Через два года выступил на летней Универсиаде в Турине, где в той же дисциплине выиграл серебряную медаль. Последний раз показал значимый результат в сезоне 1960 года, когда в командном первенстве рапиристов завоевал серебряную награду на чемпионате Венгрии. Вскоре после этих соревнований принял решение завершить карьеру спортсмена, уступив место в сборной молодым венгерским фехтовальщикам.
По завершении спортивной карьеры занялся тренерской деятельностью, готовил начинающих фехтовальщиков в спортивных клубах «Вёрёш Метеор» (1961—1970), «Эдьетертеш» (1971—1974), МТК-VM. В течение некоторого времени занимал должность тренера в женской сборной США по фехтованию. За долгие годы тренерской работы подготовил многих выдающихся спортсменов, в частности, его воспитанницей является известная венгерская фехтовальщица Ильдико Шварценбергер, чемпионка Олимпийских игр в Монреале (1976), многократная победительница и призёр мировых первенств. 
Его дочь Жужанна тоже стала довольно известной рапиристкой, выиграв две бронзовые олимпийские медали, чемпионаты мира и Европы.